# Angela Watson
Angela Christine Watson (* 12. November 1975 in Danville, Illinois) ist eine US-amerikanische Schauspielerin.

## Leben
Angela Watson kam 1975 als Tochter eines Farmers und einer Hausfrau zur Welt. 1985 zog die Familie nach Los Angeles, Kalifornien, wo Watson in den Folgejahren erfolgreich an einer Vielzahl von Schönheitswettbewerben teilnahm und durch einen 4-Folgen Gastauftritt in der Sitcom Davis Rules im Alter von 14 Jahren erstmals mit der Schauspielerei in Berührung kam. Wenig später folgte mit der Rolle der Karen Foster in der Serie Eine starke Familie (1991 bis 1998) ihr erstes festes Engagement. Danach konnte Angela Watson kaum Fuß in Hollywood fassen; 2005 war sie jedoch in der Komödie Junior Pilot zu sehen.
Sie ist die Gründerin der Organisation CAST (Child Actors Supporting Themselves). CAST sind vor allem ehemalige Kinderstars, die sich um (ehemalige) Kinder-Schauspieler kümmern deren Eltern das von den Kinder(stars) verdiente Geld veruntreut haben.

## Filmografie
Kinofilme
- 2005: Junior Pilot (Final Approach)

Fernsehen
- 1991–1998: Eine starke Familie (Step by Step)
- 1991: Davis Rules